# زیست‌جهان

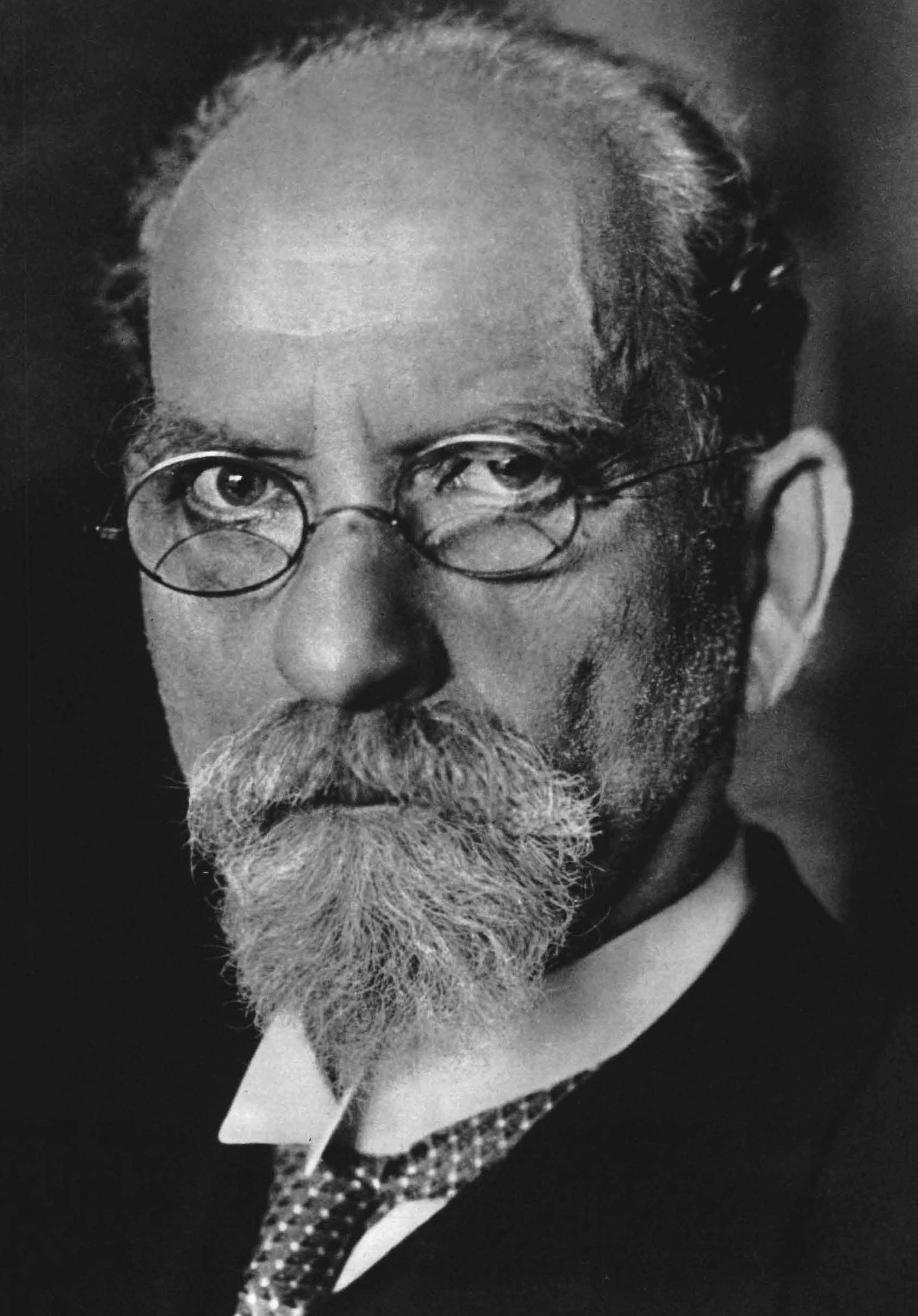
ادموند هوسرل، دهه ۱۹۱۰

زیست جهان (به آلمانی: Lebenswelt) و (به انگلیسی: lifeworld) مفهومی است که توسط فیلسوف مشهور آلمانی ادموند هوسرل مطرح شد. این مفهوم دربردارندهٔ پیش فرض‌های بدیهی، قطعیت‌ها و فرض‌های مورد پرسش قرار نگرفته‌ای هستند که سطح زیرین اندیشه و فرهنگ بشری را شامل می‌شوند و تحت تأثیر دوران تاریخی، جامعه یا مذهبی خاص هستند. از دید هوسرل وجود زیست جهان نافی امکان دسترسی مستقیم ما به طبیعت به نحوی است که پوزیتیویسم مدعی آن است. زیست جهان می‌تواند امکان گفتگو و توافق را برای کسانی که در آن قرار دارند آسان کند.